# Френкиш-Крумбах
Френкиш-Крумбах (њем. Fränkisch-Crumbach) општина је у њемачкој савезној држави Хесен. Једно је од 15 општинских средишта округа Оденвалд. Према процјени из 2010. у општини је живјело 3.333 становника. Посједује регионалну шифру (AGS) 6437007.

## Географски и демографски подаци
Френкиш-Крумбах се налази у савезној држави Хесен у округу Оденвалд. Општина се налази на надморској висини од 190 метара. Површина општине износи 16,1 km². У самом мјесту је, према процјени из 2010. године, живјело 3.333 становника. Просјечна густина становништва износи 207 становника/km².

## Међународна сарадња
| Мјесто      | Држава   | Врста сарадње | Од    |
| ----------- | -------- | ------------- | ----- |
| Ебен-Маурах | Аустрија | контакт       | 1985. |
| Извор       |          |               |       |